# Amerykański ninja 4: Unicestwienie
Amerykański ninja 4: Unicestwienie (ang. American Ninja 4: The Annihilation) – amerykański film sensacyjny z 1990 roku w reżyserii Cedrica Sundstroma. Kontynuacja trzech filmów: Amerykański ninja (1985), Amerykański ninja 2: Konfrontacja (1987) i Amerykański ninja 3: Krwawe łowy.

## Opis fabuły
Brackstone, który właśnie bierze ślub, otrzymuje sygnał. Ma towarzysza Seana. Szef wysyła ich na misję odbicia czterech komandosów z rąk szalonego pułkownika Melgrewa. Carl i Sean przedostają się do bazy. Zostali wykryci. Pomóc im może tylko Joe Armstrong.
Joe rozpoczyna akcję polegającą na odbiciu przyjaciół.

## Obsada
- Michael Dudikoff jako Joe Armstrong
- Veiy Martin jako Ninja
- David Bradley jako Sean Davidson
- James Booth jako Mulgrew
- Dwayne Alexandre jako Brackston
- Ken Gampu jako Dr Tamba
- Robin Stille jako Sarah

i inni